# Мон-Пелерен
Крепость Раймунда Сен-Жильского (араб. قلعة طرابلس‎, фр. Château Saint-Gilles), также известная как «крепость Мон-Пелерин» («Гора пилигримов», фр. forteresse du Mont-Pèlerin), в ливанском городе Триполи, Кала'ат Тараблус по-арабски означает древнюю цитадель и форт на вершине холма в Триполи, Ливан.
Когда-то известная как «Цитадель Раймона де Сен-Жиля» или «Калаат Санхил», а также как «Монс Перегринус» («Гора пилигрима»), она получила свое название. от Раймонда Сен-Жильского полководец крестоносцев занял его и расширил. Распространено заблуждение, что он был ответственен за его строительство, когда в 1103 году осадил город. Фактически, в начале XIX века цитадель была тщательно отреставрирована и перестроена османским губернатором Триполи Мустафа Ага Барбар, и, как следствие, до наших дней сохранилось очень мало построек крестоносцев.
Стратегическое местоположение между морем и горами, на холме с видом на долину Нахр Абу Али побудило персидского царя Хосрова II установить здесь гарнизоны начиная с VI века. В 636, до прихода крестоносцев и строительства замка, здесь находился арабский укреплённый пункт. Когда Умар ибн аль-Хаттаб вторгся в Сирию в 641 году, город, принадлежавший византийцам, оказал ожесточенное сопротивление. Он взят только после того, как в 644 году мусульмане пробрались в него со стороны моря, так как берег не контролировался, а основное наблюдение было со стороны города.
В одиннадцатом веке Фатимиды построили здесь мечеть, которую крестоносцы позже преобразовали в церковь, от которой сохранился только фундамент. Задачей крепости, построенной с помощью Алексия I Комнина, было завоеван Триполи и окрестностей.
Город Триполи, построенный султаном мамлюков Сайфуддином Калауном в 1289 году, построен вокруг крепости. Расширен во время правления мамлюков и турок, в настоящее время крепость имеет 140 метров в длину и 70 в ширину. Реконструирована в начале XIX века губернатором Триполи в то время, Мустафой Ага Барбаром.